# Oecobia
Oecobia is een geslacht van vlinders van de familie van de zakjesdragers (Psychidae). De wetenschappelijke naam van dit geslacht is voor het eerst voorgesteld door Alexander Walker Scott in een publicatie uit 1864.
Dit geslacht is monotypisch, dat wil zeggen dat het maar één soort heeft namelijk Oecobia frauenfeldi Scott, 1864 die in Australië voorkomt.